# Berching

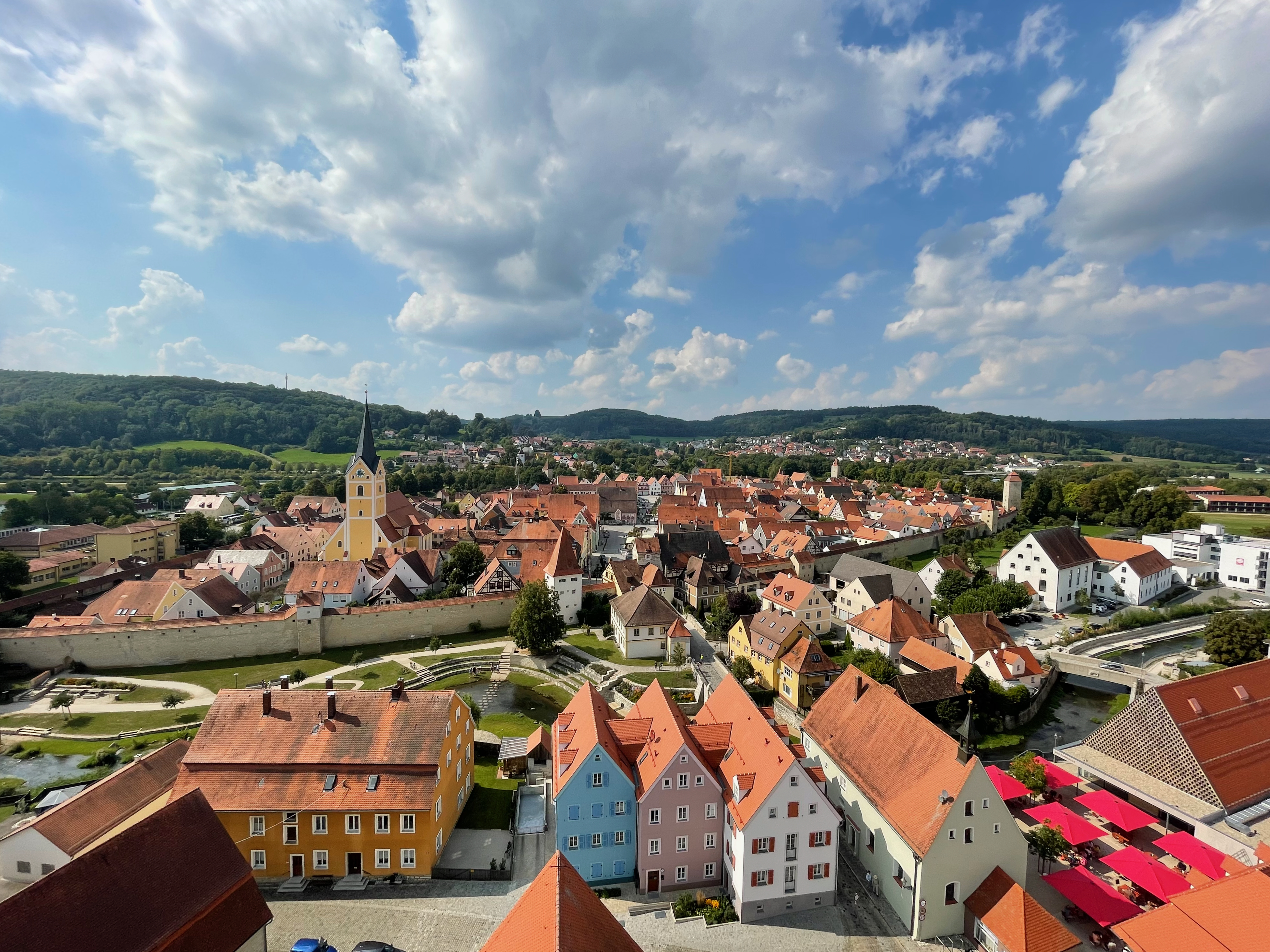
Die Altstadt von Berching vom Turm der Kirche St. Lorenz aus gesehen

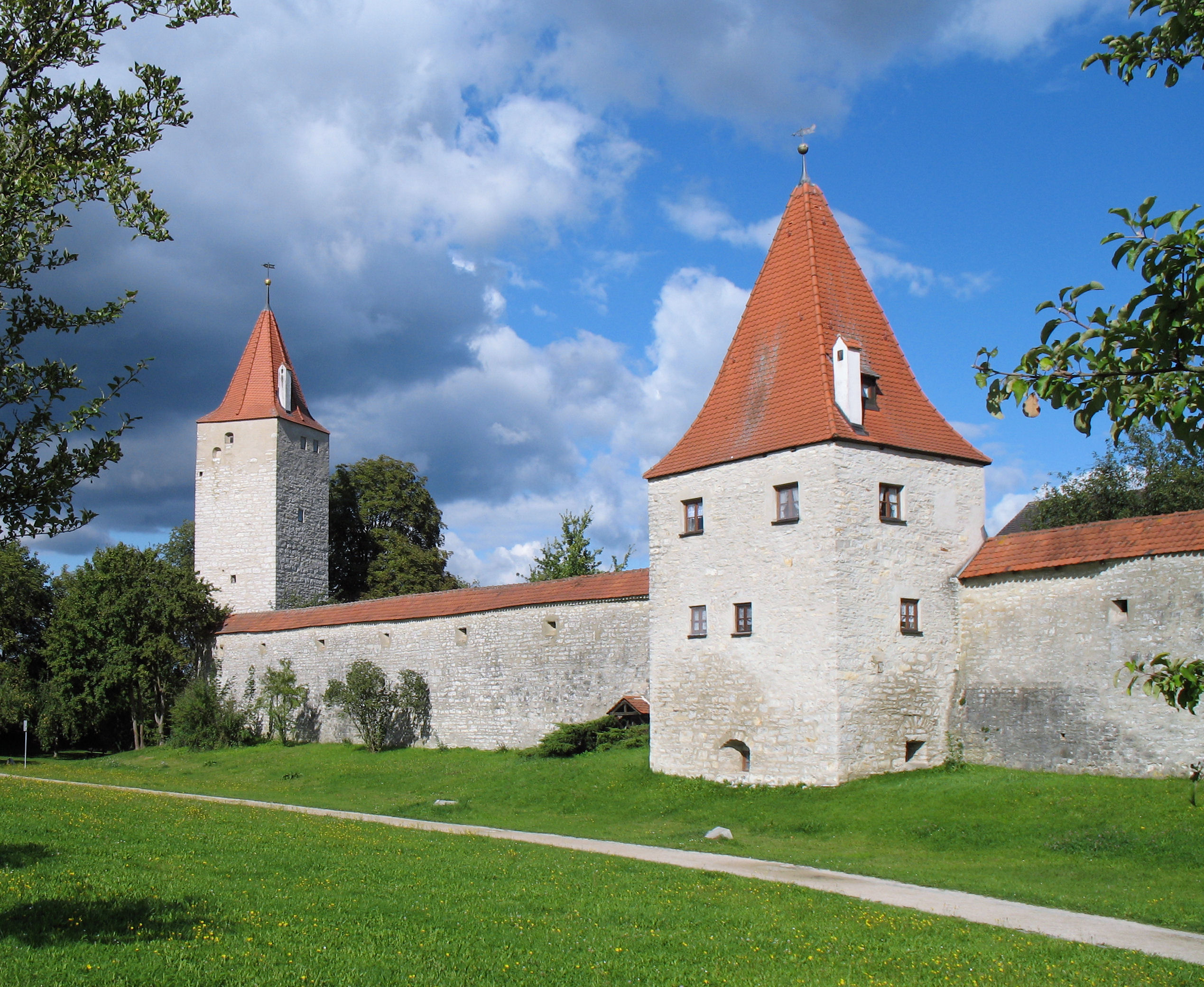
Stadtmauer an der Uferpromenade

Berching (ⓘ, bairisch Bacham) ist eine bayerische Stadt im Landkreis Neumarkt in der Oberpfalz.

## Geografie

### Geografische Lage
Berching liegt in der südwestlichen Oberpfalz, etwa 20 km südlich von Neumarkt in der Oberpfalz. Der Hauptort Berching befindet sich im Sulztal, in dem die Sulz von Nord nach Süd der Altmühl zufließt. Die Gemeindefläche erstreckt sich im Westen und Osten auf die Hochflächen der Fränkischen Alb. Seit 1992 verläuft der Main-Donau-Kanal durch die Region und passiert dabei auch die Stadt Berching.

### Geologie
Der Weiße Jura (Malm) ist die bestimmende geologische Einheit im weiträumigen Gemeindegebiet von Berching. Formationen von Mergel-, Kalk- und Dolomitstein prägen das Hügelland. Daneben tritt Dogger (Brauner Jura) mit Eisensandstein-Formation in den Hanglagen entlang der Sulz an die Oberfläche. Die Auenbereiche entlang des Flusses weisen quartäre Talfüllungen auf.

### Gemeindegliederung
Berching hat 46 Gemeindeteile (in Klammern ist der Siedlungstyp angegeben):
- Altmannsberg (Dorf)
- Berching (Hauptort)
- Biermühle (Einöde)
- Breitenfurt (Einöde)
- Butzenberg (Anstalt)
- Dietersberg (Weiler)
- Eglasmühle (Dorf)
- Eismannsberg (Weiler)
- Erasbach (Kirchdorf)
- Ernersdorf (Kirchdorf)
- Fribertshofen (Kirchdorf)
- Grubach (Weiler)
- Grubmühle (Einöde)
- Gsöllnhof (Einöde)
- Hagenberg (Einöde)
- Hennenberg (Kirchdorf)
- Hermannsberg (Dorf)
- Holnstein (Pfarrdorf)
- Jettingsdorf (Dorf)
- Matzenhof (Weiler)
- Neuhaus (Weiler)
- Oening (Pfarrdorf)
- Plankstetten (Pfarrdorf)
- Pollanten (Pfarrdorf)
- Raitenbuch (Kirchdorf)
- Rappersdorf (Dorf)
- Ritzermühle (Einöde)
- Roßthal (Weiler)
- Rübling (Dorf)
- Rudertshofen (Kirchdorf)
- Schweigersdorf (Dorf)
- Simbach (Kirchdorf)
- Sollngriesbach (Kirchdorf)
- Staudenhof (Einöde)
- Staufersbuch (Kirchdorf)
- Stierbaum (Dorf)
- Thann (Kirchdorf)
- Thannbrunn (Weiler)
- Wackersberg (Dorf)
- Wallnsdorf (Kirchdorf)
- Wattenberg (Weiler)
- Wegscheid (Einöde)
- Weidenwang (Kirchdorf)
- Winterzhofen (Dorf)
- Wirbertshofen (Dorf)
- Wolfersthal (Weiler)

### Nachbargemeinden
Im Westen wird die Gemeinde Berching von der Grenze zu Oberbayern und der Gemeinde Beilngries ebenso wie zu Mittelfranken und Greding flankiert.
Weitere Nachbargemeinden sind Mühlhausen, Freystadt, Deining, Seubersdorf, Breitenbrunn und Dietfurt.

## Geschichte

### Älteste Zeugnisse
Die ältesten Zeugnisse einer menschlichen Besiedelung der Region reichen bis in die Jungsteinzeit (5000 v. Chr.) zurück. Siedlungsreste aus der Urnenfelderzeit, Funde aus der Hallstatt- und Latènezeit, die spätkeltische Siedlung in Berching/Pollanten sowie ein ebenfalls in Pollanten aufgedecktes germanisches Gräberfeld aus dem 2. Jahrhundert nach Christus belegen darüber hinaus die Siedlungskontinuität in diesem Raum.

### Erste Erwähnung
Urkundlich erwähnt wurde Berching als „Pirihinga“ erstmals in einer Urkunde von Kaiser Karl III. im Jahr 883. Der Name deutet auf eine bajuwarische Gründung in der Zeit vom 6. bis 8. Jahrhundert hin, wobei der durch das Zugehörigkeitssuffix „-ing“ abgeleitete Personenname „Piricho“ bzw. „Biricho“ zugrunde liegt. Noch vor 912 gelangte die Ansiedlung in den Besitz der Eichstätter Bischöfe. Unter deren Herrschaft entwickelte sich Berching bald zu einem bedeutenden Ämterzentrum. 1296 wurde Berching erstmals als „oppidum“ (befestigter Ort) bezeichnet und nur wenige Jahre später (1314) als „civitas“ (Stadt) genannt. Zu dieser Zeit existierte in Berching eine jüdische Gemeinde mit etwa 30 Mitgliedern, die am 27. Juli 1298 während des in Bayern tobenden Rintfleisch-Pogroms allesamt getötet wurden. Unter Bischof Wilhelm von Reichenau (1464–1496) wurden die Befestigungsanlagen erneuert und die Stadtmauer mit ihren 13 Türmen und 4 Toren in der vollständig erhaltenen Form ausgebaut.
Schon vor 1245 war dem Ort das Marktrecht verliehen worden. Wohltätige Stiftungen, die beiden großen Kirchen und zahlreiche imposante Bürgerhäuser zeugen vom Reichtum der Stadt. Namentlich die Familien Pettenkofer und Rumpf, im Weinhandel zu Wohlstand gelangt, waren im 17. und 18. Jahrhundert großzügige Mäzene ihrer Heimatstadt.
Während der Hexenverfolgung im Hochstift Eichstätt wurden mindestens zwei Frauen aus Berching als vermeintliche Hexen angeklagt und 1618 zum Tode verurteilt.

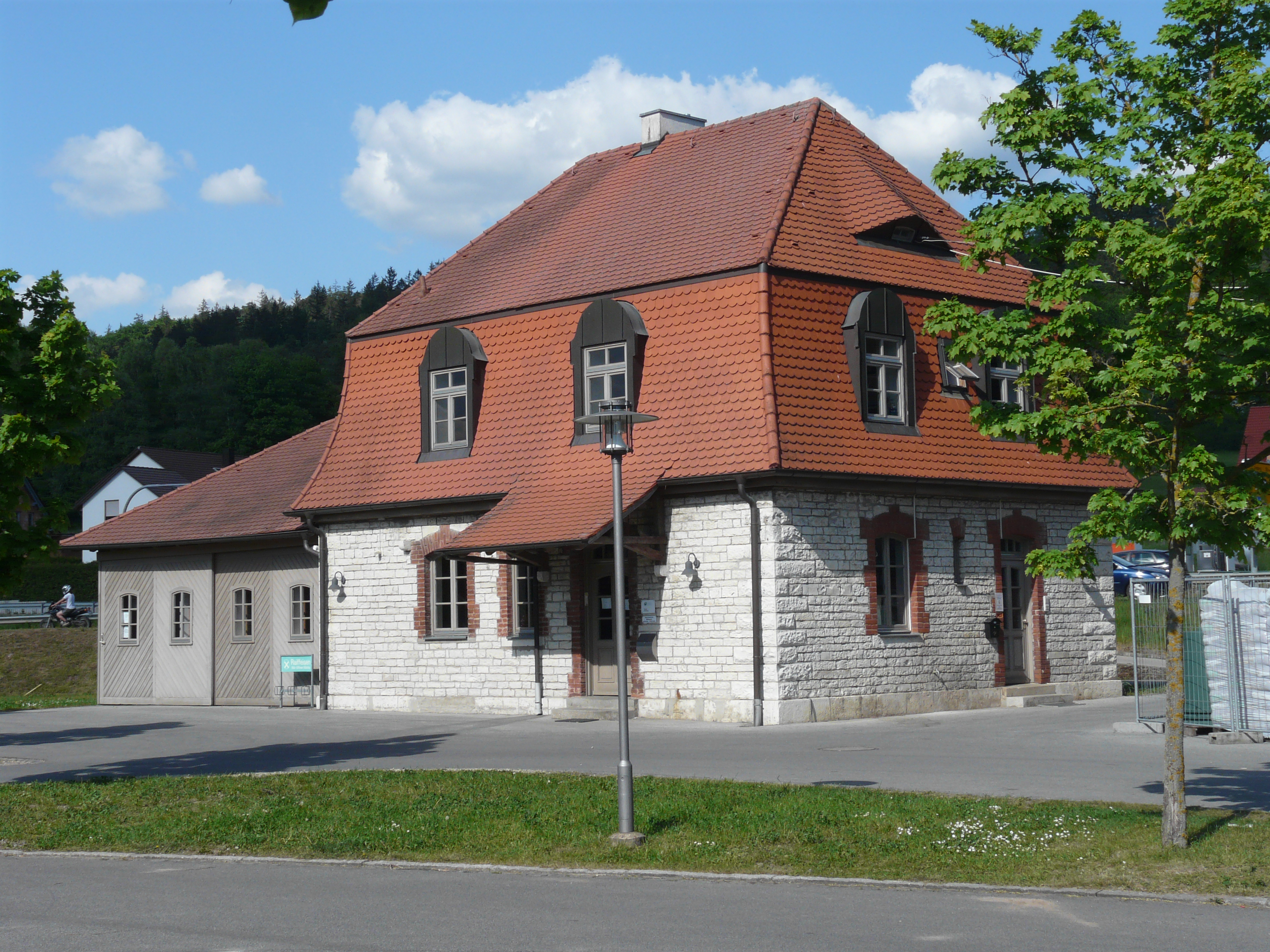
Ehemaliger Bahnhof von Berching

### Berching wird bayerisch
Beinahe 900 Jahre hatte Berching unter der Herrschaft der Eichstätter Bischöfe gestanden, als 1802/03 nach den Napoleonischen Kriegen das Hochstift Eichstätt säkularisiert und die weltliche Herrschaft der Bischöfe beendet wurde. Nach einer kurzen Zugehörigkeit zum Kurfürstentum Salzburg wurde Berching 1806 bayerisch. Mit der Übernahme der Verwaltung durch die bayerischen Behörden verlor Berching seine bisherige Stellung als wichtiges Verwaltungszentrum. Erst nach jahrelangen hartnäckigen Bemühungen konnten die Ratsherren 1822 einen regelmäßigen Viehmarkt und 1842 eine wöchentliche Getreideschranne nach Berching holen. Der Bau des Ludwig-Donau-Main-Kanals 1835 bis 1846 und der 1987 stillgelegten Lokalbahnstrecke Neumarkt – Berching – Beilngries (1888) brachten zwar wirtschaftliche Impulse, das gänzliche Fehlen von Behörden und Einrichtungen mit zentraler Funktion führte jedoch zu einer anhaltenden Stagnation in Berchings weiterer Entwicklung. 1902/03 wurde im Rachental das Stiftungskrankenhaus gebaut.
Am Ludwigskanal gab es eine Ladestelle (Anlände) für den Güterumschlag. 1950 wurde der Ludwigskanal wieder aufgelassen, jedoch sind die Lände und die drei im Gemeindegebiet liegenden Schleusen 23–25 als Baudenkmale erhalten geblieben.

### Eingemeindungen
In den 1970er Jahren wurden im Zuge der Gemeindegebietsreform 19 Gemeinden nach Berching eingemeindet. Am 1. Januar 1972 waren das Oening, Raitenbuch, Wallnsdorf und Wattenberg. Am 1. Juli 1972 kamen Ernersdorf, Fribertshofen, Pollanten, Rudertshofen, Sollngriesbach, Staufersbuch, Stierbaum, Thann, Weidenwang und Winterzhofen hinzu. Am 1. Januar 1976 wurden Gebietsteile der aufgelösten Gemeinde Hermannsberg nach Berching umgegliedert. Die Reihe der Eingemeindungen wurde am 1. Mai 1978 mit der Eingliederung der bis dahin selbständigen Gemeinden Erasbach, Holnstein (mit dem am 1. Januar 1971 eingemeindeten Altmannsberg) und Plankstetten abgeschlossen.

### Einwohnerentwicklung
Zwischen 1988 und 2018 wuchs die Stadt von 7518 auf 8702 Einwohner bzw. um 15,8 %.

### Neuere Entwicklung

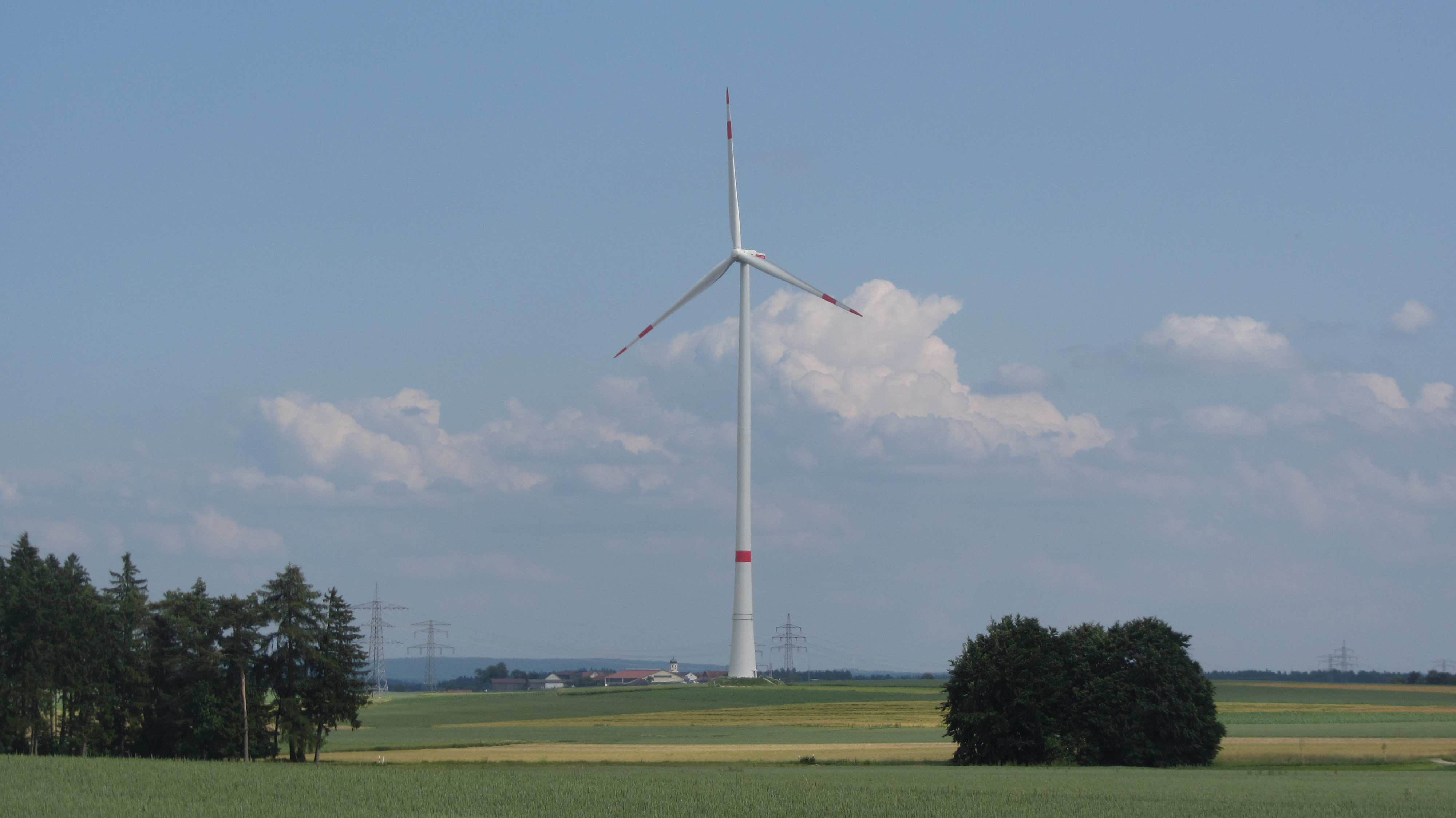
Landschaft bei Berching

Von den seitherigen Entwicklungen sind insbesondere die Sanierung der Innenstadt, der Bau des Altenheimes St. Franziskus, der Umbau des ehemaligen Franziskanerklosters in ein Pfarr- und Jugendzentrum (Pettenkofer-Haus), die Sanierung des historischen Rathauses, der Bau der Europahalle, die Ausweisung neuer Baugebiete in nahezu allen Ortsteilen und die Erschließung eines Gewerbegebietes im Ortsteil Erasbach zu nennen. Weiterhin kamen das neue Ganzjahreserlebnisbad BERLE, die HELIOS-Klinik für geriatrische Rehabilitation und die Realschule Berching dazu.
Im März 2013 wurde Berching der Titel Citta Slow verliehen und die Stadt damit in die Internationale Vereinigung lebenswerter Städte aufgenommen.

## Politik

### Stadtrat
Der Stadtrat besteht aus dem Ersten Bürgermeister und 20 Mitgliedern. Seit der Kommunalwahl am 15. März 2020 werden die Mitglieder von folgenden Gruppierungen gestellt::
- CSU 12 Sitze
- SPD 3 Sitze
- Freie Wähler 3 Sitze
- Demokratisches Forum Berching 2 Sitze

### Bürgermeister
Berufsmäßiger Erster Bürgermeister ist Ludwig Eisenreich (CSU). Er ist seit 1. Mai 2008 im Amt und wurde im ersten Wahlgang am 15. März 2020 mit einem Stimmenanteil von 66,6 % für weitere sechs Jahre gewählt. Seine Stellvertreter sind der 2. Bürgermeister Christian Meissner (CSU) und die 3. Bürgermeisterin Petra Merkert (FW).
Ehemalige Erste Bürgermeister
- 1996–2008: Rudolf Eineder
- 1988–1996: Albert Löhner

### Wappen
| | Blasonierung: „Geteilt von Blau und Silber; unten ein wachsender, rot gekleideter Bischof mit Mitra, links ein zugewendeter goldener Bischofsstab“ |
| Wappenbegründung: Die heraldisch stilisierte Bischofsbüste mit goldenem Stab verweist auf Berchings Zugehörigkeit zum weltlichen Herrschaftsbereich der Bischöfe von Eichstätt, dem Hochstift Eichstätt, vom 10. Jahrhundert bis zur Säkularisation 1803. Berching wird 1314 erstmals als Stadt bezeichnet. Das älteste Siegel von 1320 ist nur als Fragment überliefert und lässt als Bild zwei gekreuzte Bischofsstäbe vermuten. Das zweite Siegel, in Abdrucken seit 1342 bekannt, zeigt unter den gekreuzten Krummstäben die Büste eines Bischofs. Die erste farbige Wiedergabe des Stadtwappens von 1496 beschränkt sich auf zwei silberne Bischofsstäbe in Rot. Eine Wappenverleihung im Jahr 1480 ist historisch nicht gesichert. Das heutige Wappen orientiert sich an der Änderung von 1819, als das Emblem des Hochstifts Eichstätt durch die bayerischen Landesfarben im geteilten Schild ersetzt und der Bischof wachsend mit Krummstab in der unteren Hälfte eingefügt wurde. Das Wappen ist seit dem 14. Jahrhundert bekannt und wurde im 19. Jahrhundert erneuert. | |

### Städtepartnerschaften
- Obernberg am Inn in Österreich ist seit 1973 Partnerstadt.
- Seit 13. Mai 1994 ist Savigny (Rhône) in Frankreich die Partnerstadt von Berching. Ursprung der Partnerschaft ist eine seit 1972 bestehende Freundschaft der beiden Pfarreien von Berching und Savigny. Seit dieser Zeit finden regelmäßige Austausche  und Begegnungen von Jugendlichen und Erwachsenen aus beiden Gemeinden statt. Im August 2024 wurde das 30. Jubiläum der offiziellen Städtepartnerschaft in Savigny gefeiert.[12] Gefördert wird die Städtepartnerschaft durch die Savigny-Freunde-Berching.[13]

## Kultur und Sehenswürdigkeiten

### Bauwerke
- Die Stadt Berching nennt sich „Kleinod des Mittelalters“ und ist bekannt durch eine sehr gut erhaltene Altstadtmauer mit vier Stadttoren und dreizehn Türmen. Sehenswert sind der Chinesenturm, der Pulverturm und der Neumarkter Torturm im ältesten Teil, der sogenannten Vorstadt.
- Das Kloster Plankstetten im gleichnamigen Ort. Die dortige Abteikirche Mariä Himmelfahrt ist im romanischen Stil erbaut.
- Geburtshaus von Christoph Willibald Gluck im Ortsteil Erasbach. Jedoch ist umstritten, ob Gluck in Weidenwang oder Erasbach geboren ist. In beiden Orten befindet sich ein Geburtshaus.
- Historisches Rathaus. Der am Rathaus stehende Zunftbrunnen ist eine Hommage an die Leistungen, die ein aufblühendes, sich aus dem Bürgertum entwickeltes Handwerk in dieser Stadt vollbracht hat. Aufgebaut auf Traditionen, geschützt und gefördert von den weltlichen Herren, den Bischöfen von Eichstätt. Eine, das Handwerk repräsentierende Figur zeigt einen Kupferschmied mit einem Treibhammer in der Hand. Geschaffen wurde der Zunftbrunnen vom niederbayerischen Bildhauer Alfred Böschl (1949–2020)[14] geschaffen, der von 2003 bis 2012 Vorsitzender des Kunst- und Gewerbeverein Regensburg war.[15]
- Zehentstadel
- Stadtpfarrkirche Mariä Himmelfahrt innerhalb der mittelalterlichen Stadtmauer
- „Alte“ Pfarrkirche St. Lorenz in der Vorstadt von Berching
- Wallfahrtskirche Maria Hilf am südlichen Stadtrand von Berching
- Die Stadt liegt am historischen Ludwig-Donau-Main-Kanal, der den Main mit der Donau verband. Einige Bauwerke sind in der Umgebung noch intakt und Teil des Radwegenetzes. In den Sommermonaten besteht die Möglichkeit, den Ludwig-Donau-Main-Kanal mit dem Treidelschiff Alma Viktoria wie vor 150 Jahren zu befahren.
- Das Museum Berching im Daumhaus aus dem Anfang des 19. Jahrhunderts besteht seit 1979 und zeigt eine regionale Sammlung von Kunsthandwerk, Keramik, Handwerks- und Landwirtschaftsgeräten. Seit Dezember 2006 existiert eine moderne Multimedia-Ausstellung zu Leben und Werk des Komponisten und Opernreformators Christoph Willibald Gluck (Adresse: An der Johannesbrücke).
- Im Gemeindeteil Staufersbuch: Pfarrkirche St. Martin, Deckengemälde Glorie des heiligen Martin (um 1769) von Johann Michael Franz

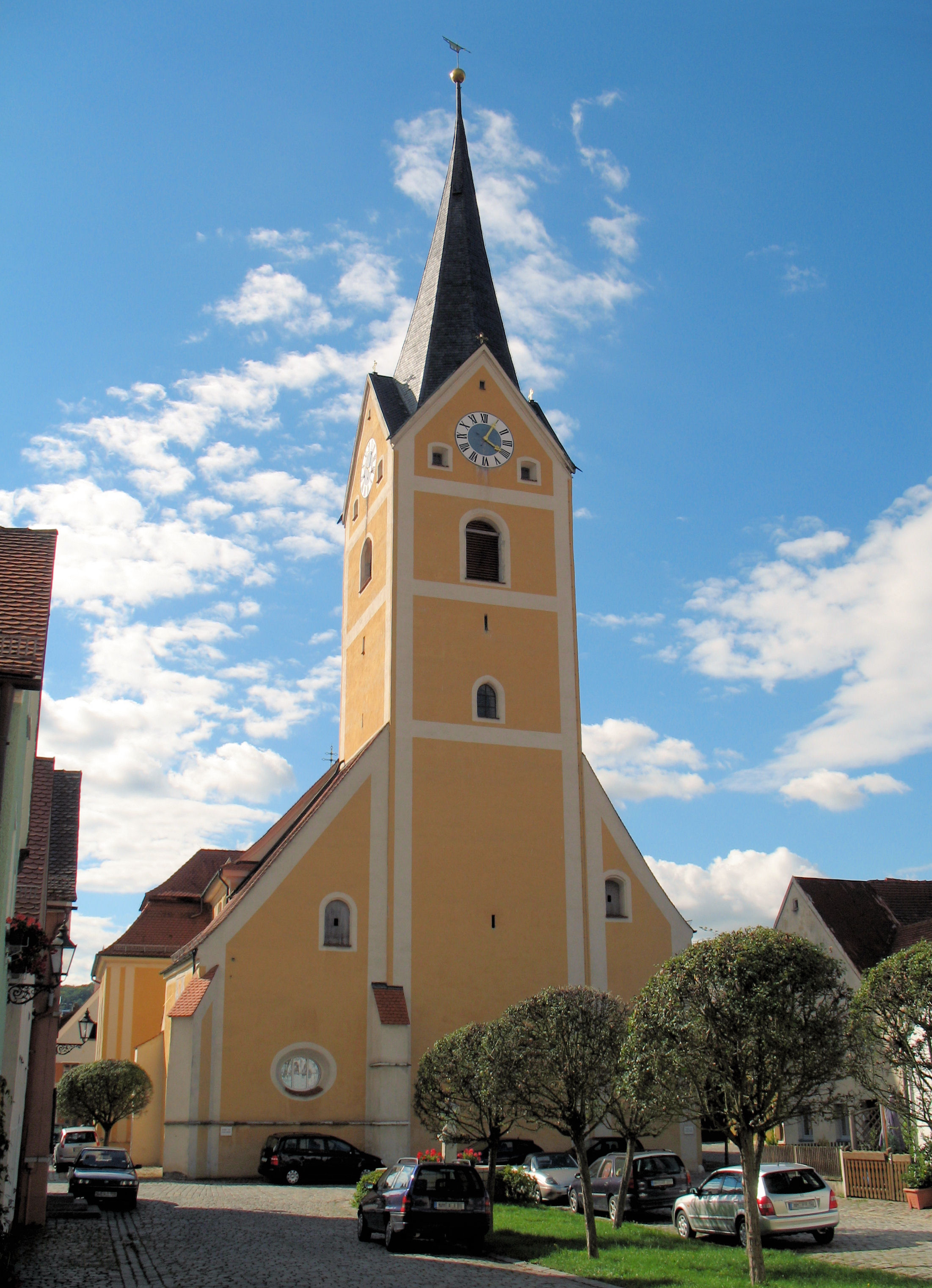
Stadtpfarrkirche Mariä Himmelfahrt
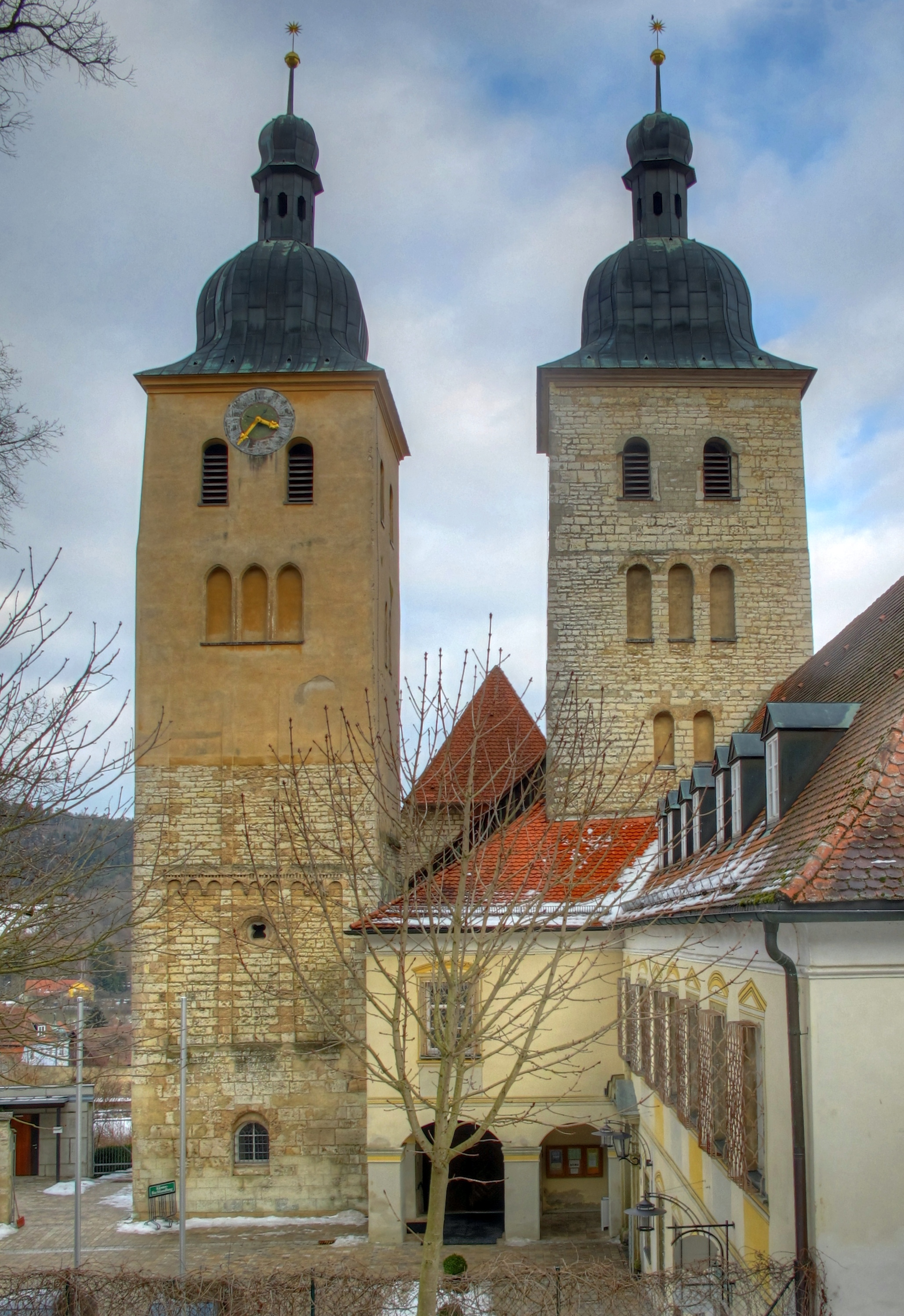
Romanische Klosterkirche Plankstetten ⊙
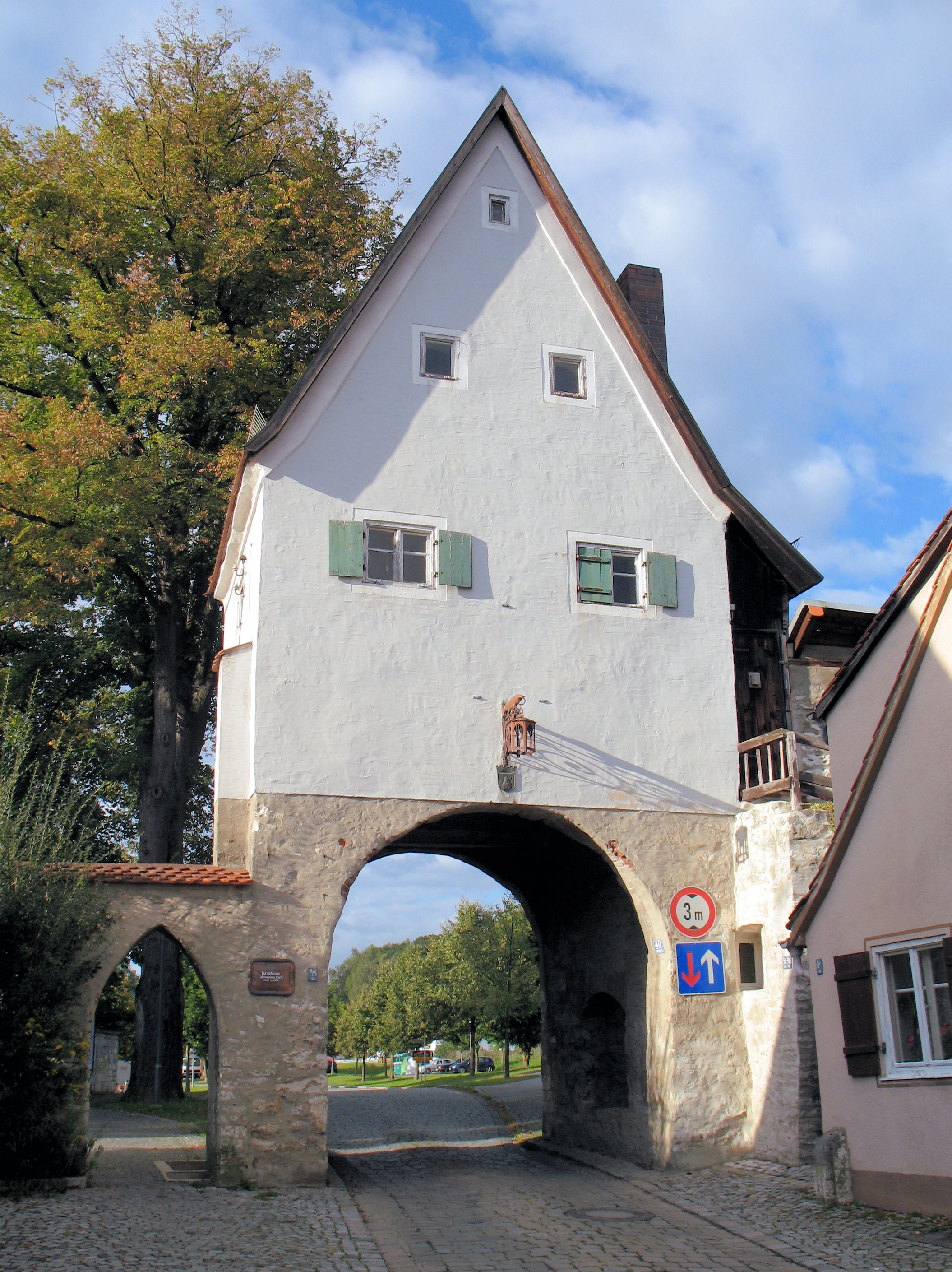
Neumarkter Tor
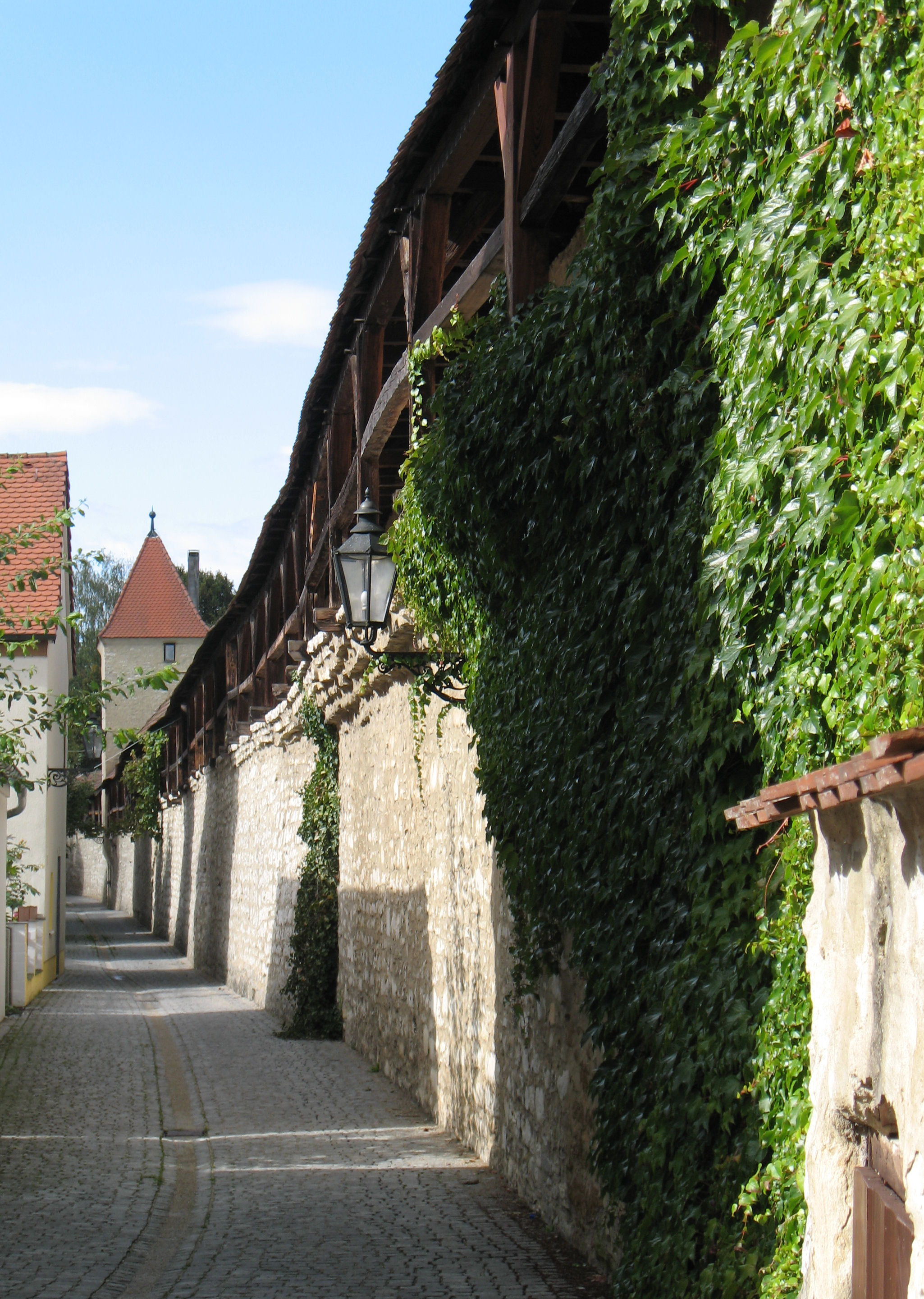
Begehbare Wehrmauer
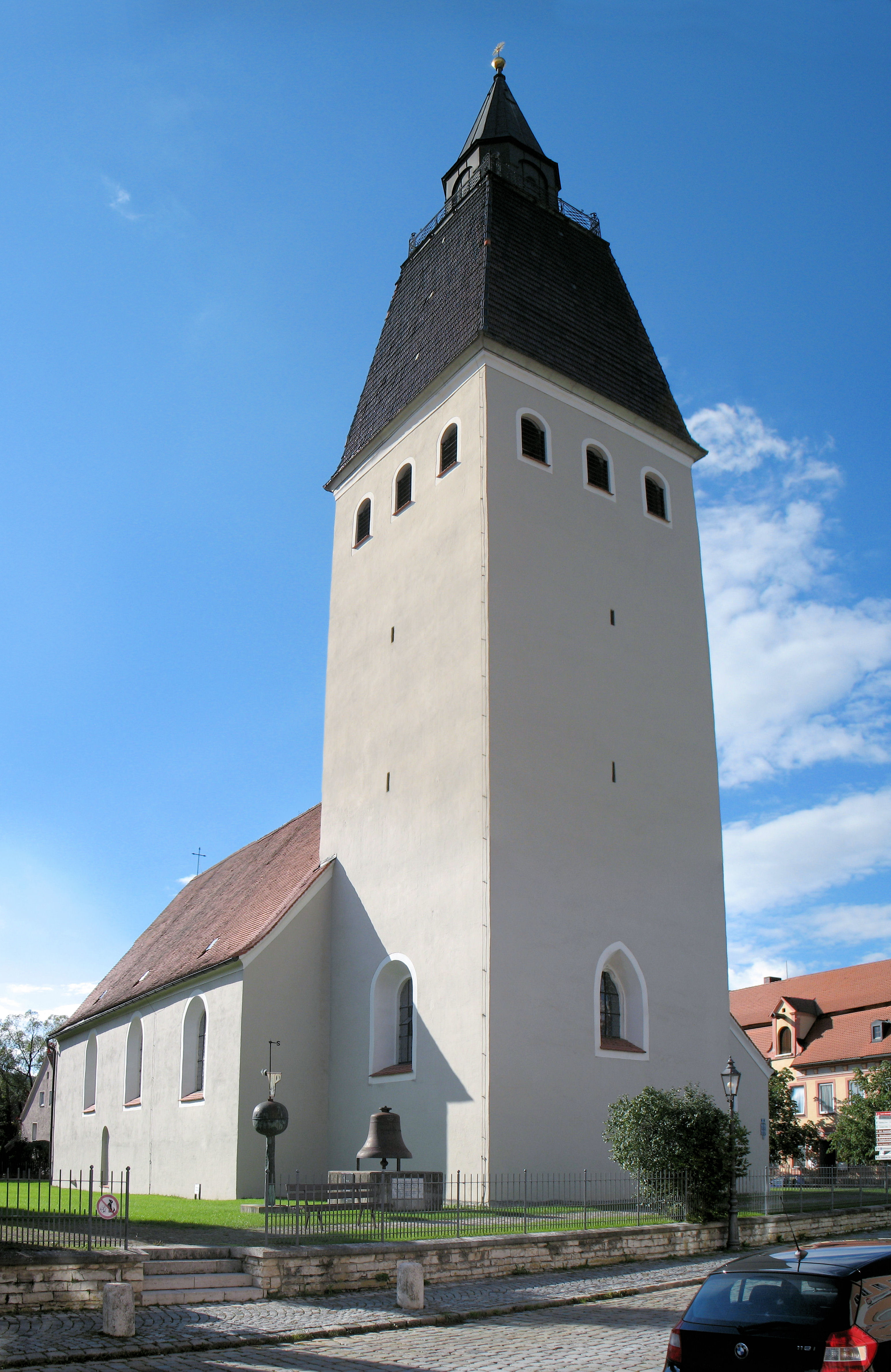
St. Lorenz Kirche

### Schutzgebiete
Bei Pollanten befindet sich das etwa 24 ha große Naturschutzgebiet Albtrauf bei Pollanten.

#### Naturdenkmäler

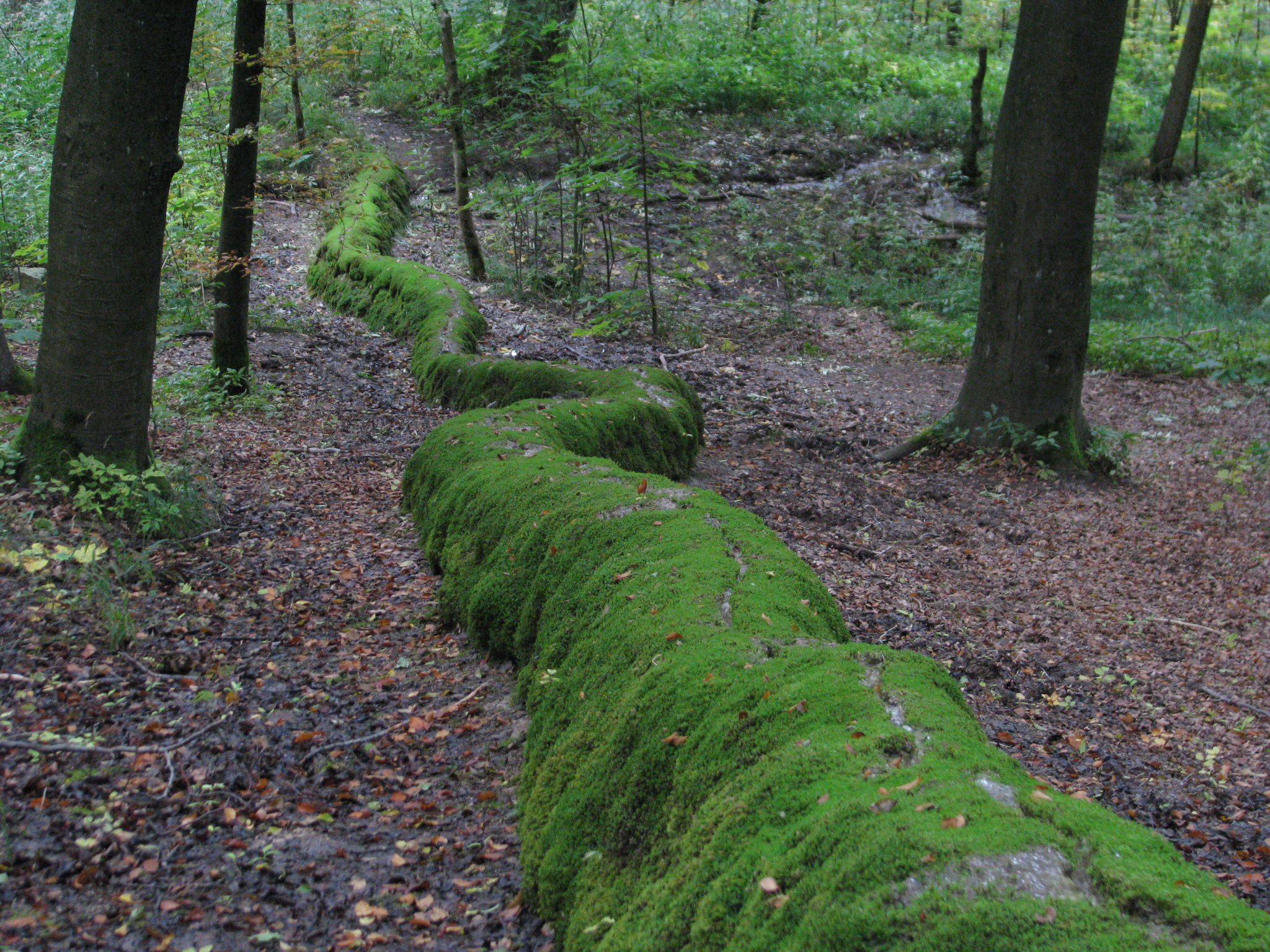
Steinerne Rinne

- Steinerne Rinne im Ortsteil Erasbach:

Diese seltenen Geotope bilden sich, wenn sich Kalk unter bestimmten Randbedingungen aus dem Wasser abscheidet und am Rand eines Rinnsals aufbaut
- In der Nähe von Sollngriesbach befindet sich die sehenswerte Kalktuffterrasse Hoher Brunnen

### Regelmäßige Veranstaltungen
- Februar: Am Mittwoch nach Lichtmeß findet der bekannte Rossmarkt statt.
- Fastenzeit: Regelmäßig in der österlichen Bußzeit wird in Berching eine Ölbergandacht zur Schau gestellt, ein Schauspiel mit liturgischen und kirchlichen Elementen.
- Juli: Die Veranstaltungen Kanal im Feuerzauber und das Platzfest sind seit mehreren Jahren Bestandteil des Berchinger Sommers. Zu diesem Wochenende, bei dem ein Feuerwerk über dem Rhein-Main-Donau-Kanal den Höhepunkt darstellt, werden alljährlich über 10.000 Besucher erwartet.
- Oktober: Europaball
- In Pollanten fand 2007 erstmals ein Georgiritt mit Pferdesegnung statt.

### Kulinarik
- Berching verfügt im Innenstadtbereich über ein knappes Dutzend Restaurants und Gaststätten, von denen zwei lokalen Brauereien angeschlossen sind, wovon es früher in Berching 14 gab.
- Jährlich finden Sonderveranstaltungen wie der Wilde Herbst und die Citta Slow Frühlingsküche statt.

## Wirtschaft und Infrastruktur

### Verkehr
Berching liegt direkt an der B 299. Eine Buslinie verbindet Berching mit der 20 km entfernten Kreisstadt Neumarkt in der Oberpfalz. Auch Dietfurt an der Altmühl ist damit erreichbar.
In unmittelbarer Nähe gibt es den seit 2001 offiziell zugelassenen Flugplatz Berching.
Der Bahnhof Berching lag an der Bahnstrecke Neumarkt–Dietfurt, auf der am 25. September 1987 der letzte Personenzug verkehrte. Die Bahnstrecke ist stillgelegt.
Die A 9 ist über die ca. 13 bzw. 18 Kilometer entfernten Ausfahrten Greding oder Hilpoltstein zu erreichen. Die nächstgelegene Abfahrt an der A 3 ist die von Neumarkt in der Oberpfalz.

### Ansässige Unternehmen
Das größte Unternehmen in Berching ist das Umwelttechnik-Unternehmen Huber SE.

### Medien
Sowohl die Neumarkter Nachrichten als auch das Neumarkter Tagblatt berichten über Berching. Da Berching sehr nah an der Bezirksgrenze zu Oberbayern liegt, berichtet auch der Donaukurier aus Ingolstadt in seiner B-Ausgabe für Beilngries und den nordöstlichen Landkreis Eichstätt regelmäßig von Berching. Auch im Bereich Rundfunk macht sich die Schnittlage der Stadt Berching bemerkbar. Der Regensburger Regionalsender Charivari (in Berching über 94,0 MHz zu empfangen) berichtet ebenso wie der von Ingolstadt kommende Regionalsender Radio IN (in Berching über 105,4 MHz zu empfangen). Auch Franken TV, intv und das Bayerische Fernsehen berichten aus Berching.

### Öffentliche Einrichtungen
Berching ist eine Stadt mit Einrichtungen, wie sie für eine Kleinstadt typisch sind.
Eine Bücherei, einige Spielplätze stehen zur Verfügung. Berching war Dekanatssitz der Diözese Eichstätt.
Die evangelische Kirche ist mit einer Pfarrstelle vertreten.
Berching hat zusammen mit Neumarkt und Velburg eine katholische Jugendstelle. Sie ist neben dem Jugendhaus Schneemühle untergebracht.
Wegen der Ansiedlung vieler älterer Menschen wurde eine Geriatrie errichtet, die zusammen mit einer Reha-Klinik von der Klinikkette Helios Kliniken AG betrieben wird. Daneben befindet sich die Einsatzzentrale des BRK Neumarkt für den südlichen und südwestlichen Landkreis Neumarkt.
Neben dem Berchinger Erlebnisbad, genannt „Berle“, gibt es ein Kino, einige Gaststätten und verschiedene Geschäfte, die sich innerhalb der historischen Stadtmauern, aber auch in den drei Industriegebieten An der B 299, im Gewerbegebiet Sollngriesbach und im Neubaugebiet befinden.

### Bildung
Neben einer Grund- und Mittelschule befindet sich in Berching seit Ende der 1990er-Jahre eine Realschule.
Anstatt Berching erhielt Beilngries den Zuschlag des bayerischen Kultusministeriums für ein Gymnasium. Als Ausgleich bekam Berching eine Realschule, die vor allem von Schülern aus der Umgebung von Berching besucht wird. Auch Schüler aus Dietfurt können via Busshuttle nach Berching zur Realschule kommen. Berchinger Schüler haben die Möglichkeit, das Gymnasium in Beilngries zu besuchen. Zudem können auch die Gymnasien in Neumarkt für den Schulbesuch in Frage kommen, vor allem dann, wenn ein bestimmter gymnasialer Bildungszweig nicht in Beilngries angeboten wird. Weiterhin steht in Neumarkt auch eine FOS/BOS zur Verfügung.
In Berching befindet sich ein Zweig der Volkshochschule Neumarkt.
Früher gab es in der Benediktinerabtei Plankstetten eine kirchliche Realschule für die Kinder aus der Umgebung. Im Zuge der Neuorientierung des früheren Abtes und derzeitigen Bischofs von Eichstätt, Gregor Maria Hanke OSB, wurde diese aufgehoben und in ein Begegnungszentrum umgestellt. In diesem Begegnungszentrum, genannt „Haus Gregor“, finden viele Veranstaltungen des Klosters oder auch von größeren Firmen aus der Region (z. B. Audi), statt. Ebenso gibt es viele Jugendbegegnungstage, so dass sich das Kloster einen edukativen Charakter bewahrt hat.
Mit dem Haus Schneemühle wurde ein Jugendhaus errichtet, das auch von Schulen angemietet wird und für Freizeitzwecke benutzt werden kann.

## Persönlichkeiten
- Heinrich von Berching (1355–1412), Theologie und Rektor der Prager Karls-Universität
- Narcissus Herz von Berching (um 1390–1442), Theologe und Philosoph, Rektor der Universität Wien
- Matthias Apiarius (1495/1500–1554), Buchdrucker, Verleger und Komponist
- J. Gg. Rumpf, Weinhändler in Berching, 1680 Stifter des Langhaus-Ausbaus der Pfarrkirche St. Lorenz
- Hans Georg Rumpf, Weinhändler in Berching, 1681 Erbauer des späteren „Petenkofer-Hauses“ in Berching
- Christoph Willibald Gluck (1714–1787), Komponist
- J. G. Pettenkofer, Weinhändler in Berching, 1722 Stifter des Kapuzinerklosters
- Dominikus IV. Fleischmann (1714–1792), geboren in Berching, 1747–1792 Abt des Klosters Plankstetten
- Johann Georg Feßmaier (1775–1828), Rechtswissenschaftler, Historiker und Regierungsbeamter, geboren im Ortsteil Staufersbuch
- Josef Schoyerer (1844–1923), Landschaftsmaler
- Franz-Xaver Lindl (1897–1970), Maler
- Johann Balthasar Liesch von Hornau (1592–1661), Weihbischof in Breslau sowie Apostolischer Administrator von Breslau
- Martin Grabmann (1875–1949), Dogmatiker, Theologe, Philosoph und Historiker.
- Heinz Schauwecker (1894–1977), Ehrenbürger, Arzt, Schriftsteller
- Ferdinand Streb (1907–1970), Architekt, plante u. a. den Alsterpavillon in Hamburg
- Hans Pröll (1922–2017), Jurist und Landrat des  Landkreises Beilngries
- Hans Georg Huber (1942–2014), Unternehmer
- Herbert Heinzelmann (* 1947), fränkischer Publizist, Journalist und Medienpädagoge
- Thomas Maria Freihart (* 1960), Benediktiner, Abt des Klosters Weltenburg ab 1998
- Claudia Brücken (* 1963), Sängerin, Mitglied der Bands Propaganda, Act und Onetwo
- Carmen Stephan (* 1974), Journalistin und Schriftstellerin